# Ngân 98
Võ Thị Ngọc Ngân (sinh ngày 19 tháng 1 năm 1998 tại Bình Định), thường được biết đến với nghệ danh Ngân 98, là một Á hậu, người mẫu, diễn viên, hot girl và DJ người Việt Nam. Cô nổi tiếng với biệt danh "Thánh nữ ngực đẹp" cùng những video khoe thân, phát ngôn gây sốc trên mạng xã hội cùng nhiều hành vi khác gây tranh cãi. Cô đã đăng quang ngôi vị Á hậu 2 Hoa hậu Doanh nhân sắc đẹp thế giới 2019.

## Tiểu sử
Võ Thị Ngọc Ngân sinh ra và lớn lên tại Bình Định. Theo lời kể của cô trên báo Dân Việt, lúc còn nhỏ, cô thường bị bố mẹ đánh đòn. Khi học xong lớp 12, bố mẹ ép cô cưới nhưng cô không đồng ý và lên Thành phố Hồ Chí Minh kiếm sống. Năm 2016, cô nhận được sự chú ý trên mạng với những hình ảnh khoe thân. Năm 2017, Ngân đăng ký tham gia cuộc thi Gương mặt thương hiệu nhưng sau đó đã rút lui vì "sức khỏe không bảo đảm và không chịu nổi áp lực". Cùng năm, cô đóng phim Xóm trọ thiên đường của đạo diễn Dương Hoàng Vinh và được mời tham gia đóng trong video ca nhạc Nhớ làm gì một người như anh của ca sĩ Quang Hà. Cô cũng góp mặt trong video ca nhạc của nhiều ca sĩ khác như Đoạn đường tình yêu của Bằng Cường, Bài học vô giá của Akira Phan. Tháng 10 năm 2019, cô theo học khóa đào tạo DJ chuyên nghiệp do DJ Phúc Nelly huấn luyện. Sau hơn 6 tháng học nghề, Ngân đến biểu diễn tại nhiều địa điểm giải trí khác nhau ở Thành phố Hồ Chí Minh. Cô từng tham gia một số MV ca nhạc nhưng không được nhiều người nhớ tới. Tên tuổi của cô chỉ thực sự được nổi lên sau khi cặp bạn trai là Lương Bằng Quang.

## Các vụ việc liên quan

### Khoe thân
Ngay sau khi Đội tuyển bóng đá quốc gia Việt Nam đăng quang ngôi vô địch AFF Cup 2018, Ngân 98 đã đăng trên mạng xã hội cá nhân của cô một bức ảnh hở ngực kèm dòng chữ "Em yêu tất cả các anh". Ngay sau khi bức ảnh được đăng tải, từ khóa "Ngân 98" nhanh chóng leo lên Top 1 tìm kiếm của ngày trên Google. Bức ảnh nhận được nhiều ý kiến trái chiều từ cộng đồng mạng. Trong đó không ít ý kiến cho rằng đây là một cách thu hút sự chú ý. Cô còn dự định sẽ khỏa thân chạy quanh bãi biển để ăn mừng sự kiện trên. Đến tháng 9 năm 2019, Ngân 98 cùng bạn chụp bộ ảnh khoe thân trong tư thế nhạy cảm, trên tay bế một con lợn ở Vũng Tàu. Một số ý kiến chỉ trích hành động trên của cô là "bôi bẩn" Vũng Tàu. Tháng 2 năm 2020, Ngân 98 tiếp tục đăng một tấm ảnh khỏa thân khác. Trong hình ảnh đăng tải, cô tạo dáng gợi cảm với chiếc dây thừng quấn quanh cơ thể. Khi bức ảnh được đăng lên, có nhiều bình luận khác nhau. Nhiều người cho rằng Ngân 98 có hình thể đẹp, nhưng cũng có người chỉ trích cô bằng những từ ngữ thô tục. Tuy nhiên, Ngân 98 không phản hồi các bình luận này.

### Lộ clip nóng
—Ngân 98
Tháng 12 năm 2019, trên mạng xã hội bất ngờ phát tán một video clip, trong đó một cô gái khỏa thân tạo dáng, uốn éo khoe thân. Theo nhiều người nhân vật trong video clip trên chính là Ngân 98. Trước đó, Ngân 98 từng chia sẻ rằng cô bị mất điện thoại và bị kẻ lạ mặt tống tiền, dọa nếu không đưa tiền sẽ đưa clip của cô lên mạng. Ngân cũng cho biết điện thoại cô không cài mật khẩu và bên trong có nhiều ảnh và clip tự quay. Sau khi vụ việc xảy ra, nhiều người đã vào trang facebook cá nhân của Ngân 98 và tấn công cá nhân, nhục mạ cô. Chia sẻ về vụ việc, Ngân 98 cho biết bản thân cảm thấy bình thường vì đã "chuẩn bị tâm lý từ một năm trước đó".

### Nợ tiền nhà, ở bẩn
Tháng 7 năm 2019, một tài khoản Facebook được cho là chủ căn hộ nơi Ngân 98 sinh sống đã đăng tải một bài viết tố cáo cô này nợ tiền nhà nhiều tháng nhưng không trả. Sau đó, người chủ căn hộ này đã thuê người phá cửa vào trong và phát hiện cảnh tượng giống như "bãi rác". Cũng theo người này, khi mẹ cô tới thăm cô, mẹ cô đã "ói lên ói xuống vì nó [Ngân 98] ăn uống xong không dọn để đồ ăn mốc meo". Tuy nhiên, sau đó Ngân 98 đã phủ nhận cáo buộc, cho rằng người chủ căn hộ cố tình "dàn dựng" nhằm hạ uy tín cô.

### Dương tính với ma túy
Ngày 6 tháng 3 năm 2020, Công an Thành phố Tây Ninh trong lúc kiểm tra quán bar Holiday Club trên đường Cách Mạng Tháng Tám thì phát hiện 45 người dương tính với ma tuý. Trong số những người này, có cả Ngân 98. Sau khi lấy lời khai tại cơ quan công an, Ngân 98 được cho về nhà để chờ xử lý. Khi được hỏi về việc Ngân 98 có phải bị bắt đi cai nghiện bắt buộc hay không, Luật sư Nguyễn Đức Chánh thuộc đoàn luật sư Thành phố Hồ Chí Minh cho rằng "cần phải xác định Ngân 98 có phải là người nghiện ma túy hay không? Đồng thời xét các điều kiện như có nơi cư trú ổn định hay không, đã từng bị áp dụng biện pháp giáo dục tại xã, phường, thị trấn do nghiện ma túy hay chưa? Từ đó mới xác định Ngân 98 có thuộc trường hợp bị áp dụng biện pháp đưa vào cơ sở cai nghiện bắt buộc". Còn theo ca sĩ Lương Bằng Quang, bạn trai của Ngân 98, "Trong quá trình chơi, người ta mời Ngân một ly rượu hay bia có chất kích thích [...] Quang nói ở đây không phải để bào chữa hay giảm nhẹ hoặc cố tình xử lý truyền thông. Mình không khéo léo như vậy. Quang chỉ muốn nói với các bạn trong ngành giải trí, đi diễn ở bất cứ đâu cũng rất dễ gặp phải trường hợp này".

### Hành động nhạy cảm
Đầu năm 2019, Lương Bằng Quang và Ngân 98 khiến dư luận bức xúc với video livestream mặc bikini bán hàng. Lương Bằng Quang đứng phía sau đưa tay chạm vào những vùng nhạy cảm của Ngân 98. Hai người có những hành động như ôm, uốn éo trước màn hình. Đến tháng 6 năm 2020, trong một buổi livestream khác trên mạng xã hội ở biển, Ngân 98 gây chú ý khi đụng chạm vùng nhạy cảm của Lương Bằng Quang. Thấy vậy, Lương Bằng Quang lập tức gạt tay cô ra và tiếp tục trò chuyện với khán giả. Giữa tháng 7 năm 2020, hai người này tiếp tục livestream tình tứ cùng nhau trên giường. Trong clip, Ngân 98 nói cô không mặc nội y và liên tục ôm ấp Lương Bằng Quang. Tháng 12 cùng năm, Ngân 98 tung video clip khác dùng ngực gội đầu cho Lương Bằng Quang.

### Phát ngôn gây sốc, bị kiện vu khống
Tháng 4 năm 2020, trên mạng xã hội, khi bị đồn là "đi khách", Ngân 98 đã đáp trả bằng câu nói: "Mấy cái bạn hay chửi Ngân làm gái là mấy bạn ngu nhất hành tinh luôn í. Riêng cá nhân Ngân thì Ngân thấy cái việc làm gái nó bình thường chả có gì xấu, vì dù gì làm gái cũng đỡ hơn là làm ăn cắp ăn trộm [...] Ngân mà chịu làm gái thì bây giờ Ngân giàu như chị Ngọc Trinh, có khi còn hơn luôn đó mấy bạn..." Phát ngôn này đã gây ra phản ứng gay gắt từ cư dân mạng.
Ngày 3 tháng 6 năm 2020, Ngân 98 đăng hai bài viết trên mạng xã hội Facebook cáo buộc Yaya Trương Nhi ngoại tình lúc còn là bạn gái của Lương Bằng Quang, đánh mẹ anh này chảy máu đầu nên bị đuổi khỏi nhà. Ngay lập tức, người này đã gửi đơn kiện lên Tòa án nhân dân quận 8, Thành phố Hồ Chí Minh yêu cầu xử lý Ngân 98 vì hành vi chỉ trích, bôi nhọ cá nhân. Mẹ của Lương Bằng Quang cũng phủ nhận những gì Ngân 98 nói và cho rằng cô bịa đặt. Ngay khi bị kiện, Ngân 98 tuyên bố "ủng hộ 2 tay cho thùng rỗng kêu to đi kiện luôn".
Đầu tháng 7 năm 2020, Ngân 98 chia sẻ một bức ảnh trước và sau khi phẫu thuật thẩm mỹ của Jolie Nguyễn có tựa đề "Miss Jolie Nguyễn sau phẫu thuật thẩm mỹ toàn diện - Quyến rũ và thành công hơn" kèm dòng chữ "Bí Quyết Để Thành Công". Hành động này của cô nhận nhiều chỉ trích từ cộng đồng mạng. Đa số ý kiến đều cho rằng cô này cố ý trêu tức Jolie Nguyễn hoặc thậm chí dựa vào tên tuổi Jolie Nguyễn để được chú ý. Trước những ý kiến trên, Ngân 98 phân bua rằng cô chỉ "đang chia sẻ nơi làm đẹp". Tuy nhiên, lời phân bua này không nhận được sự đồng tình.

### Bị hành hung
Đầu tháng 6 năm 2020, cộng đồng mạng chia sẻ một bức ảnh trong đó Ngân 98 và bạn trai Lương Bằng Quang bị đánh ngoài đường. Theo nhân chứng tại hiện trường, Ngân 98 và Lương Bằng Quang bị một nhóm khoảng 10 người vây quanh tấn công đến ngã xuống đất. Ngay sau đó, một vài người dân ra hỏi thăm thì bị thách thức ngược lại bằng giọng khó chịu. Lương Bằng Quang sau đó đã đính chính rằng thông tin anh và Ngân 98 thách thức người qua đường là "bất hợp lý và sai sự thật".

### Bị cấm diễn 4 tháng
Ngày 24 tháng 7 năm 2020, Ngân 98 mặc bikini, cắt xẻ đi diễn tại một quán bar ở phường Trúc Bạch, quận Ba Đình Thành phố Hà Nội. Trong một clip được chia sẻ trên mạng xã hội, cô còn xuống hồ bơi nhảy nhót cùng dàn vũ công bikini, thậm chí lộ cả ngực. Xa hơn, Ngân 98 còn ăn mặc như vậy và đi ra ngoài phố. Ngay sau vụ việc, cộng đồng mạng đã lên tiếng, đòi cơ quan chức năng xử lý. Sau khi xem xét đơn giải trình của Ngân 98 về hành vi này, Sở Văn hóa Thể thao Hà Nội ra quyết định xử phạt với hình thức cấm diễn 4 tháng trên địa bàn Hà Nội đối với cô. Theo một số người, đây là hành vi "không phù hợp với thuần phong mỹ tục của Việt Nam, tác động không tích cực đến giới trẻ". Còn theo ông Nguyễn Quang Vinh, quyền cục trưởng cục Nghệ thuật thì "ta không có đủ định lượng để xác định thế nào là ăn mặc phản cảm hoặc mặc trang phục chưa phù hợp với thuần phong mỹ tục. Ngay cả những gì chúng ta ồn ào vừa qua cũng chỉ là định tính mà thôi". Ông cũng cho rằng "với tốc độ phát triển như bây giờ thì việc giới trẻ có nhận thức, lối chơi, cách lựa chọn trang phục giải trí khác rất xa so với các thế hệ trước là một điều tất yếu. Tuy nhiên, không thể vì chúng ta không quản lý được mà đưa ra một loạt quy định cấm đoán". Ca sĩ Lương Bằng Quang nêu ý kiến: "Cùng một sự việc, có nhiều góc nhìn, đơn giản gồm góc nhìn thương và ghét. Nếu bạn hoang mang thì chỉ cần hỏi người trong cuộc thay vì nhìn theo cách mà người ngoài muốn bạn đồng tình [...] khách ở đây cực kỳ lịch sự. Họ là dân chơi siêu sang và văn minh, họ nhận xét Ngân 98 chơi nhạc và giao lưu rất tuyệt". Thế Lâm trên báo Lao Động nhận định: "Dư luận có nhiều người, với nhiều ý kiến khác nhau. Cái gì đã không đúng, không chuẩn thì chấp nhận, sửa sai [...] Đừng cố chấp cho rằng dư luận phản ứng với cách ăn mặc phản cảm là 'vì nhìn theo cách mà người ngoài muốn bạn đồng tình', từ đó không chịu chấn chỉnh, sửa đổi". Giám đốc Sở Văn hóa Thể thao Hà Nội, ông Tô Văn Động ngay sau vụ việc cũng đã báo cáo sự việc lên Bộ Văn hóa, Thể thao và Du lịch, kiến nghị bộ này cấm Ngân 98 diễn trên phạm vi toàn quốc. Đáp trả, cô này tuyên bố trên mạng xã hội: "Hai tháng vừa rồi tôi dạo chơi thôi mà bằng show cả năm của các ngài đấy chứ cười tôi. Bây giờ tôi xin phép tạm nghỉ ngơi kiếm tiền và đi nghỉ dưỡng đây. 4 tháng làm được bao việc!". Ngay sau khi đăng dòng trạng thái này, Ngân 98 đã vội vàng xóa đi. Vài ngày sau sự việc, Ngân 98 tiếp tục đăng tải trên trang cá nhân hình ảnh bán khỏa thân với dòng chú thích "Chỉ thích xem phim Mỹ". Tuy nhiên, đến đầu tháng 8, Ngân đã thừa nhận sai lầm của mình.

## Thành tích nổi bật
Năm 2019, Ngân 98 tham gia cuộc thi Hoa hậu Doanh nhân sắc đẹp thế giới tại Seoul, Hàn Quốc và đoạt giải Á hậu 2.

## Đánh giá
Ca sĩ Akira Phan trong một lần làm việc chung với Ngân 98 đã nhận xét: "Khi làm việc với Ngân, tôi lại có cảm giác rất thoải mái về cô gái này. Ngân ngoài đời vui vẻ và hiền lành hơn so với những gì mọi người thấy trên mạng xã hội nhiều lắm, nói chung là rất khác. Bên cạnh đó, Ngân cũng rất nghiêm túc trong công việc, đó cũng là một điểm mà tôi rất quý ở Ngân". Ca sĩ Bằng Cường khen ngợi: "Trong quá trình làm việc và tiếp xúc bên ngoài, tôi thấy Ngân là cô gái năng động, nhanh nhẹn, vui tính và thông minh. Đôi lúc trong các cảnh quay, Ngân còn chủ động để bạn diễn được tự nhiên hơn. Điều đó không phải hot girl nào cũng làm được".
Nhà văn Trần Thị Trường nhận định: "Đã là nghệ sĩ, người nổi tiếng thì phải có trách nhiệm giữ gìn hình ảnh của mình trước công chúng. Đừng nên bán rẻ hình ảnh của mình vì cát sê, hay dùng mọi cách, kể cả những hành vi khiêu khích, 'gợi dục' để câu khách, chiều khán giả". Cây bút Hiểu Đồng trên báo Giao thông có cái nhìn tiêu cực hơn, cho rằng: "Đi lên bằng 'con đường tai tiếng' nên Ngân 98 chưa bao giờ được đánh giá cao. Bởi thế, dù là người trong showbiz và làm công việc liên quan đến giải trí nhưng đối với nhiều người, để công nhận Ngân 98 là nghệ sĩ thì chưa chắc. Bởi lẽ, nghệ sĩ là người làm nghệ thuật, tạo ra những giá trị văn hóa, góp phần định hướng gu thẩm mỹ cho khán giả. Không chỉ vậy, bản thân những người nghệ sĩ còn là người làm về văn hóa nên mọi hành vi, cử chỉ đều cần có văn hóa để những người xung quanh nhìn vào. Mà Ngân 98 thì lại chưa có được những điều đó".

## Đời tư
Ngân 98 có bạn trai là ca sĩ Lương Bằng Quang. Hai người chính thức công bố chuyện tình cảm cuối năm 2018. Đầu năm 2020, có nghi vấn cho rằng hai người này đã bí mật kết hôn. Tuy nhiên, Lương Bằng Quang đã phủ nhận thông tin này. Cư dân mạng nghi ngờ đây là một cách thu hút sự chú ý.
Cuối tháng 8 năm 2020, Lương Bằng Quang chính thức cầu hôn Ngân 98. Tuy nhiên, cô đã từ chối vì cần thêm thời gian để suy nghĩ. Theo Lương Bằng Quang, "Tôi và Ngân dành thời gian cho nhau – thứ giá trị nhất của mình, đó là biểu hiện nghiêm túc nhất [...] Hồi xưa, người ta thường hy sinh tính mạng vì người mình yêu. Ngày nay, hy sinh được hiểu là tôi sẵn sàng từ bỏ danh vọng, thay đổi tính cách con người mình vì Ngân". Đầu năm 2021, Ngân 98 và Lương Bằng Quang tung bộ ảnh cưới theo phong cách Trung Hoa, úp mở việc kết hôn. Giữa năm 2021, cặp đôi mắc kẹt ở Phú Quốc khi Đại dịch COVID-19 bùng phát ở Việt Nam và phải làm thêm công việc dọn phòng cho khách sạn.